# Morten Wormskiold
Morten Wormskiold (16. januar 1783 på Alléenlyst på Frederiksberg – 29. november 1845 på Gavnø) var en dansk botaniker og opdagelsesrejsende. Han indsamlede planter og beskrev dyrelivet i Danmark, Norge, Grønland og Kamtjatka. Han var bror til Ingeborg Christiane Rosenørn. Andre navneformer: Morten Wormskjold, russisk: Мартин (Петрович) Вормскиольд eller Вормскильд.
Autornavnet Wormsk. kan bruges for Morten Wormskiold sammen med et videnskabeligt artsnavn inden for botanikken. (Wikipedia-artikler der bruger autornavnet)

## Opvækst og ungdom
Morten Wormskiold var søn af sekretær, senere konferensråd Peder Wormskiold (1750-1824) og Margrethe M. de Teilman (1757-1837). Han blev født på Alléenlyst på Frederiksberg i en nyadlet familie af embedsmænd i den danske statsadministration. Han modtog privatundervisning og tog juraeksamen i 1805. Herefter studerede han botanik ved professor J. W. Hornemann på Københavns Universitet.
I 1806 ledsagede han Hornemann sammen med den norskfødte botaniker Christen Smith og blomstermaleren og kobberstikkeren Johan Theodor Bayer på indsamling af planter på Sjælland til det store illustrerede værk Flora Danica.

## Norge
I 1807 tog de samme fire personer på en botanisk ekspedition til Norge, også for at indsamle planter til Flora Danica. Hornemann var på dette tidspunkt redaktør af værket. De tre danske deltagere blev nødt til at forlade Norge på grund af Napoleonskrigene og der er så vidt vides ikke bevaret nogen plantefund fra rejsen.

## Grønland
1812-13 forestod Wormskiold sin egen videnskabelige (botaniske) ekspedition til Grønland. Hans hold bestod af kancellisekretær F.G. Heiliger som botanisk tegner og tjenestekarlen Anders Christensen Frisvad fra godset Nørholm. Rejsen gik via Leith ved Edinburgh. Her måtte Grønlandsskibet Freden vente en måned på tilladelse til at fortsætte rejsen. Wormskiold udnyttede tiden til at følge geologiske forelæsninger af Robert Jameson og Daniel Rutherford. Han stiftede også bekendtskab med den berejste skotske officer Ninian Imrie og med Thomas Allan, som havde købt et parti mineraler, som Karl Ludwig Giesecke havde sendt hjem fra Grønland, men som var blevet beslaglagt af den engelske flåde. Under opholdet I Grønland opholdt han sig i kolonien Godthåb og i omegnen af Julianehåb indsamlede ekspeditionen med god hjælp fra den grønlandske befolkning et stort antal bløddyr og planter, som Wormskiold beskrev. På rejsen frem og tilbage foretog Wormskjold systematiske målinger af luft- og havtemperaturer. Hans iagttagelser blev formidlet i breve til Hornemann og til forældrene. I 1889 offentliggjorde Eugen Warming Wormskiolds Botaniske Journal fra Grønland. Han havde fundet 157 arter af karplanter, Det mere end fordoblede antallet af kendte karplanter i Grønland. Han havde desuden ved sine hydrologiske og meteorologiske målinger undfanget en teori om, at havet ved Grønland via farvandet nord for Nordamerika stod i forbindelse med Beringshavet.

## Rjurik-ekspeditionenog Kamtjatka
Da han i 1815 nåede hjem til København viste der sig en mulighed for at komme med på en verdensomsejling med det russiske ekspeditionsskib Rjurik. Ekspeditionen var finansieret af den tidligere russiske rigskansler, grev Nikolaj Rumjantsev og kaptajn og ekspeditionsleder var Otto von Kotzebue. Wormskiold kom først med på et afbud, som botanisk tegner for den fransk-tyske naturfilosof og digter Adelbert von Chamisso. Da tegneren Louis Choris alligevel kom med, fik Wormskiold af Rumjantsev lov at deltage helt uden formelle forpligtelser. Han fik kosten frit, men afholdt selv alle sine omkostninger: Han fik herudover 400 rigsbankdaler med til at købe naturalier til et kommende naturhistorisk museum. I København påmønstrede desuden en dansk-bengalsk skibskok (navnet i de russiske kilder skrevet Safajlo Madejev). Allerede tidligt efter afrejsen fra København opstod der gnidninger mellem Morten Wormskiold og kaptajn Kotzebue og den baltertyske læge og zoolog Johann Friedrich von Eschscholtz. Stridens kerne var Wormskiolds stilling i forhold til ekspeditionen. Kaptajn Kotzebue bestred hans ret til at gøre videnskabelige observationer uden at resultaterne tilfaldt ekspeditionen. Kernen i denne strid var Wormskiolds hydrografiske målinger, som Kotzebue ønskede at få del i. Desuden ønskede Kotzebue ikke, at Wormskiold opkøbte genstande til det danske museum. Efter afrejsen fra Concepción i Chile kulminerede striden ved at Kotzebue fratog ham retten til at foretage målinger. Da Rjurik den 19. juni 1816 ankom til Petropavlovsk på Kamtjatka, blev Wormskiold af Kotzebue efterladt her i den stedlige kommandants varetægt.

## Hjemrejsen med Vasilij Golovnin
Der gik næsten to år, inden det lykkedes ham at få skibslejlighed hjem. I denne tid foretog han omfattende indsamlinger af planter og dyr, som han beskrev på latin. Han fortsatte også sine målinger af temperatur- og vejrforhold. Hjemrejsen var ombord på det russiske militære ekspeditionsskib, fregatten Kamtjatka under ledelse af kaptajn Vasilij Golovnin. Undervejs besøgte han øgruppen Aleuterne og Kodiak. Her konstaterede han, at befolkningens sprog var beslægtet med grønlandsk. Ekspeditionen gjorde ligeledes ophold på Hawaii og i den russiske handelspost Fort Ross i Californien.

## Årene efter ekspeditionerne
Han kom hjem i september 1819 og medbragte omfattende samlinger af naturalier og naturhistoriske optegnelser. Herunder ikke mindst omfattense målinger af jordens havstrømme. Oplevelserne undervejs fik dog Wormskiold til at vende forskerverdenen ryggen. Han publicerede ingen af sine resultater. Hans omfattende samlinger var opbevaret dels på godset Ristrup, som hans mor ejede. Da hun døde i 1830, flyttede han samlingerne til et interimistisk opbevaringssted på gården Pedersminde i Trige Sogn i Østjylland. Her brændte samlingerne i 1842. 55 (brandskadede) sider optegnelser blev reddet for eftertiden, mens næsten alle specimena, som stadig var i hans eje, gik tabt ved branden sammen med de værdifulde dagbøger og optegnelser. Nogle af hans plantefund findes dog bevaret på Botanisk Museum i København, på Oslo Universitet og enkelte andre steder.
Efter hjemkomsten brugte Wormskiold sin tid på at vandre til fods rundt I landet, hvor han besøgte familie og venner og gik på jagt. Privat foretog han omfattende studier af især oldtidens historie, mytologi ja endog atomfysik, i sin søgen efter de store sammenhænge i verden. Han publicerede dog ikke noget efter hjemkomsten. Han døde på Gavnø og er begravet ved den nærliggende Vejlø Kirke.

## Hædersbevisninger
Han blev som Danmarks første videnskabelige jordomsejler udnævnt til Ridder af Dannebrog. Grønalgen Urospora wormskioldii (Mart i Hornem.) Rosenv., blomsterplantearten Wormskioldia Thonn. (Turneraceae) og adskillige andre arter bærer hans navn, f.eks. Trifolium wormskioldii og Veronica wormskjoldii.